# ويكيبيدياقراطية
ويكيبيدياقراطية هو موقع مخصص للنقاش وانتقاد موسوعة ويكيبيديا يقوم أعضاؤه بجلب معلومات حول الجدل المتعلق بويكيبيديا إلى انتباه وسائل الإعلام. تأسس الموقع في مارس 2012 من قِبل مستخدمين لموقع آخر يُعرف باسم ويكيبيديا ريفيو والذي يركز أيضًا على نقد ويكيبيديا.
وصف الصحفي كيفن موريس في صحيفة The Daily Dot الموقع، بأنه معروف بكشف الفضائح عن القيادات العليا في ويكيبيديا، كما كتبت الروائية أماندا فيليباكي في صحيفة The Wall Street Journal، أن الموقع يناقش بذكاء ويسخر بطريقة ممتعة من الممارسات الإشكالية لويكيبيديا.

## التاريخ
شارك غريغوري كوهس في تأسيس ويكيبيديوقراطية بعد أن قام جيمي ويلز، المؤسس المشارك لويكيبيديا بحظره، وجاء ذلك بسبب تأسيس كوهس لخدمة تُدعى MyWikiBiz، التي كانت مخصصة لكتابة مقالات على ويكيبيديا لصالح الشركات.

## نشاط مستخدمي الموقع
يساهم أعضاء ويكيبيدياقراطية في التحقيق بالمشكلات والنزاعات والجدليات المرتبطة بويكيبيديا، وقد تم الإبلاغ عن بعض هذه القضايا في وسائل الإعلام الرئيسية، وتتمثل المهمة المعلنة للموقع في تسليط الضوء على الزوايا المظلمة لويكيبيديا والمشاريع المرتبطة بها.
في أطروحة دكتوراه، علقت هيذر فورد، المتخصصة في سياسات الإنترنت والقانون على دور ويكيبيدياقراطية قائلة:مع ازدياد نفوذ ويكيبيديا وشعور المزيد من المجموعات بالتهميش من عملياتها، سيستمر نمو مجموعات المراقبة مثل ويكيبيدياقراطية، التي تعمل كمترجمين للهياكل والقواعد والمعايير المعقدة لويكيبيديا لصالح وسائل الإعلام الرئيسية، والتي تبدأ في إعطاء صوت لأولئك الذين يشعرون أنهم قد تم استبعادهم من الهياكل التمثيلية لويكيبيديا.

### التحرير الانتقامي
في عام 2013، تواصل أعضاء ويكيبيديوقراطية مع الصحفي أندرو ليونارد من موقع Salon.com لتنبيهه بشأن ما عُرف بـفضيحة كوورتي، كان المستخدم Qworty قد أثار الانتباه بسبب تعليقاته الاستفزازية خلال نقاش حول كيفية تعامل ويكيبيديا مع كاتبات الإناث، وتبين لاحقًا أن العديد من مساهماته السابقة أثرت على طريقة معالجة ويكيبيديا للموضوعات المتعلقة بخصوم الكاتب روبرت كلارك يونغ واستهدفتهم، أدت هذه المعلومات الخلفية إلى أن يقوم ليونارد بمواجهة يونغ في مقال بعنوان الانتقام الأنا، وفساد ويكيبيديا، حيث كشف أن يونغ هو نفسه المستخدم Qworty. قبل نشر مقال ليونارد بقليل، تم حظر Qworty من تعديل السير الذاتية للأشخاص الأحياء على ويكيبيديا بسبب هذا السلوك.

### نقاش حول الحكومات
انتقادات مساهمي موقع ويكيبيدياقراطية لموقع ويكيبيديا تم تناولها في تقارير إخبارية تضمنت علاقة جيمي ويلز مع حكومة كازاخستان والجدل حول مشروع جبل طارق بيديا وتعديل مجهول أُجري من عنوان IP تابع لمجلس الشيوخ الأمريكي، وتم وصَف المبلّغ عن الفساد إدوارد سنودن بأنه خائن.
في مايو 2014، تعاونت صحيفة The Telegraph مع ويكيبيدياقراطية لكشف أدلة تُحدد هوية الموظف الحكومي الذي زُعم أنه قام بتخريب المقالات المتعلقة بكارثة هيلزبرة وملعب أنفيلد على ويكيبيديا.

### مؤسسة ويكيميديا
أفاد منشور على مدونة Wikipediocracy عام 2013 بأن موقع ويكيبيديا كان يتعرض للتخريب من عناوين IP مخصصة لمؤسسة ويكيميديا (WMF) وردًا على هذه الادعاءات، صرّح المتحدث باسم المؤسسة، جاي والش، بأن عناوين الـ IP المذكورة تعود إلى خوادم المؤسسة وليست مستخدمة من مكاتبها، وأوضح أن هذه العناوين تم تخصيصها لبعض التعديلات بسبب خطأ في الإعدادات، والذي تم إصلاحه لاحقًا.

### قضايا أخرى
خلال نقاش على منتدى ويكيبيدياقراطية، تم تحديد الحساب المسؤول عن مقال خادع حُذف مؤخرًا بواسطة إداريي الموقع على ويكيبيديا، وكان المقال بعنوان نزاع بيشوليم، وصف حربًا أهلية هندية خيالية وقعت بين عامي 1640 و1641. المقال حصل على تصنيف مقال جيد في ويكيبيديا عام 2007، واستمر بهذا التصنيف حتى أواخر عام 2012، عندما قام أحد محرري ويكيبيديا بمراجعة المصادر المذكورة فيه واكتشف أن أيًا منها لم يكن له وجود فعلي.
في سبتمبر 2013، أثارت قصة بناءً على معلومات من ويكيبيدياقراطية جدلًا حول أطباء تجميل تجاريين كانوا يقومون بتحرير مقالات ويكيبيديا المتعلقة بجراحة التجميل للترويج لخدماتهم، كما أثار أعضاء ويكيبيدياقراطية مخاوف بشأن انتهاك إرشادات تضارب المصالح وتقديم معلومات مضللة في تلك المقالات، وتمت مناقشة هذه القضايا على ويكيبيديا نفسها.
في فبراير 2015، قام لجنة التحكيم في ويكيبيديا بحظر أحد المستخدمين بعد أن تبين أنه قام بتحرير مقالات للترويج للمعهد الهندي للتخطيط والإدارة، وإضافة محتوى سلبي إلى مقال عن جامعة أخرى. وقد تم التنبيه إلى تعديلات هذا المستخدم في منتدىويكيبيدياقراطية في ديسمبر 2013.
في أواخر عام 2020، أثارت ويكيبيدياقراطية قضايا حول دقة صفحة ويكيبيديا الخاصة بنيكولاس ألاهفيرديان، وذكر أحد أعضاء فريق مدونة ويكيبيدياقراطية أن عدة حسابات على ويكيبيديا تم إنشاؤها بواسطة ألاهفيرديان قامت بتحرير صفحته، وأن أحد هذه الحسابات حاول إزالة صورته واستبدالها بصورة لشخص آخر، وتم إضافة إشعار على صفحة ويكيبيديا يُقر بأن مصداقية هذه المقالة قد تم التشكيك فيها في يناير 2021، أفادت صحيفة The Providence Journal أن السلطات الأمريكية في يوليو 2020 قد تحققت مما إذا كان ألاهفيرديان قد توفي فعلاً في فبراير 2020، كما تم الإبلاغ في وسائل الإعلام، وبالفعل تم العثور على ألاهفيرديان حيًا في اسكتلندا.